# Monica Lewinsky
Monica Samille Lewinsky (San Francisco, Californië, 23 juli 1973) is een Amerikaanse psychologe en voormalige zakenvrouw. Zij is bekend geworden door haar relatie met de Amerikaanse president Bill Clinton.

## Levensloop
Lewinsky groeide op in een gezin van Joodse komaf in Brentwood (Los Angeles) en Beverly Hills. Nadat zij in 1995 haar bachelor in de psychologie had behaald, werkte zij van juli 1995 tot april 1996 in het Witte Huis, eerst als stagiair, vervolgens als medewerker.

### Lewinsky-affaire
In het Witte Huis had zij vanaf november 1995 seksuele contacten met toenmalig president Bill Clinton. Deze relatie en alles wat daaruit voortvloeide, werd bekend als de Lewinsky-affaire.
In januari 1998 werden getuigen onder ede gehoord in een civiele rechtszaak die tegen Clinton was aangespannen door Paula Jones, medewerkster van de staat Arkansas, over een incident van seksuele intimidatie in de tijd dat Clinton gouverneur van Arkansas was. Kenneth Starr, de speciale aanklager (independent counsel) bij het Whitewater-schandaal, hield zich ook bezig met de zaak-Jones, die er indirect verband mee had.
Clinton ontkende de zaken waarvan hij werd beschuldigd. Hij moest onder ede verklaren met welke staats- en federale medewerk(st)ers hij sinds 1986 een seksuele relatie had gehad en antwoordde dat dit met geen enkele medewerkster het geval was geweest.
Lewinsky had haar oudere collega en vermeende vriendin Linda Tripp verteld over haar relatie met Clinton. Ze wilde de relatie onder ede ontkennen als ze er over ondervraagd zou worden en probeerde Tripp over te halen hetzelfde te doen.
Tripp vertelde dit aan Starr en maakte in samenwerking met hem in het geheim geluidsopnamen toen ze met Lewinsky over de telefoon sprak over diens relatie met Clinton. Als gevolg hiervan moest Lewinsky zeer tegen haar zin getuigen in de zaak-Jones. Ze ontkende daarbij onder ede een seksuele relatie met Clinton te hebben gehad. Ze werd daarop beschuldigd van meineed en pogingen om ook Tripp daartoe over te halen, het verbergen van briefjes en cadeautjes die ze van Clinton had gehad en door de rechtbank waren opgeëist en het verbergen van een jurk van haar, met spermavlekken van Clinton.
Starr stelde dat Clinton meineed had gepleegd en na verder onderzoek werden deze en andere aantijgingen door hem voorgelegd aan het Huis van Afgevaardigden van de Verenigde Staten voor een afzettingsprocedure (impeachment) tegen de president. De afzettingsresolutie werd door de Senaat op 12 februari 1999 verworpen, zodat Clinton zijn regeerperiode kon afmaken.
De seks- of liefdesaffaire zelf had geen juridische gevolgen en was ook geen grond voor afzetting. Wel werd deze dubieus gevonden wegens de gezagsverhouding en het leeftijdsverschil (zie ook onder) en omdat Clinton getrouwd was. Clinton voorzag deze negatieve beoordeling, wat hem bracht tot illegale zaken als meineed om te voorkomen dat het publiek, en in het bijzonder ook zijn vrouw en dochter, erachter zouden komen, zie onder meer zijn memoires.

### Ondernemerschap
Lewinsky voerde daarna haar eigen merk handtassen, die ze zelf verkocht via internet. Ze hield daarmee op in 2004 om opnieuw te gaan studeren, ditmaal in Engeland. In december 2006 behaalde ze haar master in de sociale psychologie aan de London School of Economics.

### Lewinsky en #MeToo
In maart 2018 kijkt Lewinsky met een essay in Vanity Fair terug op haar persoonlijke proces, dat zij de afgelopen 20 jaar sinds de affaire met president Clinton doormaakte. Zij houdt vol dat de seks met wederzijdse instemming plaatsvond, maar is nu van mening dat er een onaanvaardbare machtsverhouding zou hebben bestaan tussen haar superieur van middelbare leeftijd en zijzelf als stagiair van begin twintig. Zij ziet de in 2017 doorgebroken #MeToo-beweging als een baken van hoop voor slachtoffers van seksueel grensoverschrijdend gedrag. De verlatenheid die zij na het bekend worden van het drama in 1998 doormaakte, hoeft volgens haar geen enkel vrouwelijk slachtoffer meer te ondergaan. "Vrouwen hebben nu de moed zich uit te spreken en solidair te zijn met elkaar."